# Туктагулов, Артур Бадреевич
 Туктагулов Артур Бадреевич   (род. 2 января 1967 года) — певец, музыкант - аккомпаниатор (баян, клавишные). Народный артист Республики Башкортостан (2009).

## Биография
Туктагулов Артур Бадреевич родился в  деревне Малое Чураево Кувандыкского района Оренбургской области.
В 1993 году окончил УГИИ (педагог Г.Г.Гилязева).
С 1990 года работает в  фольклорной группе “Караван-Сарай”,  с 2000 года – руководителем   эстрадной группы Башкирской филармонии “Далан” (“Удача”).

## Репертуар
Песни Б.М.Гайсина, З.Г.Исмагилова, Р.Г.Хакимова, Р.М.Яхина, башкирские народные песни “Ир егет” (“Джигит”), “Караван-Сарай”, “Әй һәйлүк” (“Айхайлюк”), “Сәриә” (“Сария”).
Туктагулов Артур Бадреевич является автором и исполнителем  более сотни песен, включая “Ай һай, Салауат” (“Ай хай, Салават”) на стихи Р.Я.Гарипова, “Атай йорто” (“Отчий дом”) на стихи Д.Х.Булгаковой, “Сал Урал” (“Седой Урал”) на стихи С.Алибая.

## Награды и звания
- Народный артист Республики Башкортостан (2009)
- Заслуженный артист Республики Башкортостан (1997)
- Благодарность Президента Российской Федерации (2016) — за заслуги в развитии культуры, средств массовой информации и многолетнюю плодотворную работу[2]